# Výjevy z třídního boje ve Springfieldu
Výjevy z třídního boje ve Springfieldu (v anglickém originále Scenes from the Class Struggle in Springfield) jsou 14. díl 7. řady (celkem 142.) amerického animovaného seriálu Simpsonovi. Scénář napsala Jennifer Crittendenová a díl režírovala Susie Dietterová. V USA měl premiéru dne 4. února 1996 na stanici Fox Broadcasting Company a v Česku byl poprvé vysílán 25. listopadu 1997 na stanici ČT1.

## Děj
Simpsonovi jedou do obchodního centra v Ogdenvillu, aby si koupili novou televizi poté, co děda rozbil tu starou. Marge a Líza navštíví diskontní obchod, kde Marge najde luxusní oblek Chanel za 2800 dolarů zlevněný na 90 dolarů. Později Marge v Kwik-E-Martu potká starou spolužačku Evelyn. Evelyn je ohromena Marginým smyslem pro módu a pozve ji do springfieldského Country Clubu. 
Marge se zoufale snaží zapadnout mezi Evelyniny snobské kamarádky v klubu a poté, co si při každé návštěvě vezme stejný oblek od Chanelu, ignoruje jejich jízlivé poznámky. Líza si v klubu užívá jízdu na koni, ale zbytek rodiny se tam necítí dobře. Poté, co je Homer vyškolen Tomem Kiteem, hraje golf a dozvídá se, že Waylon Smithers pomáhá panu Burnsovi podvádět, když mu dělá caddyho. Výměnou za Homerovo mlčení Burns souhlasí, že pomůže Marge vstoupit do klubu. 
Marge se pokusí upravit si oblek na slavnostní členství v klubu, ale omylem ho zničí šicím strojem, takže si musí koupit nový. Když rodina kráčí na večírek, Marge kritizuje chování všech ostatních. Když Homer řekne dětem, že by jí měly poděkovat za to, že poukázala na to, jak jsou ve skutečnosti špatní, Marge si uvědomí, že se změnila k horšímu. Rodina oslavu vynechá a místo toho jde do Krusty Burgeru, aniž by věděla, že klub přijal Margino členství.

## Produkce
Epizodu napsala Jennifer Crittendenová a režírovala ji Susie Dietterová. Bylo to poprvé, kdy se na jedné epizodě podílela žena jako scenáristka i režisérka. Název dílu je parodií na film Scenes from the Class Struggle in Beverly Hills. První scénář epizody byl příliš dlouhý a musel být zkrácen. Dietterová vzpomínala, že „získal vážnější tón“, protože museli zachovat části, které byly pro příběh podstatné, a vystřihnout mnoho „odbytých gagů“. Bill Oakley, tehdejší showrunner Simpsonových, epizodu pochválil za „úžasný“ příběh, který „se opravdu dobře spojil“. Oakley uvedl, že on a jeho kolega Josh Weinstein, rovněž showrunner, chtěli mít v této řadě více „emocionálně“ založených dílů, které by stále měly v sobě humor. Crittendenová podle něj odvedla „dobrou práci“ a epizoda podle něj „vyšla dobře“.
Margin oblek byl vytvořen podle skutečného obleku Chanel a také podle typu šatů, které nosila bývalá první dáma Jacqueline Kennedyová Onassisová. Tvůrce seriálu Matt Groening se obával, že tak detailní oblečení bude na postavě Simpsonových vypadat „divně“, protože jsou „jednoduše navrženi“ a jejich oblečení je „velmi obecné“. Nakonec se mu však návrh líbil a Dietterová byla toho mínění, že na Marge vypadá „dobře“. Oakleymu se design také líbil a myslel si, že střih na Marge je „lichotivý“. Oblečení žen ve venkovském klubu se měnilo v každé scéně, což Dietterová považovala za těžké, protože animátoři museli vymýšlet nové návrhy.
V epizodě hostoval Tom Kite, který si zahrál sám sebe a řekl, že si natáčení svých rolí pro tuto epizodu „opravdu užil“. „Byla to velká zábava, když jsem se snažil představit si, jak přesně bude vypadat Homerův golfový švih. Můj strach číslo jedna je, že Homer bude mít nakonec lepší golfový švih než já – nedej bože!“ uvedl.

## Přijetí
V původním vysílání se díl umístil na 64. místě v žebříčku sledovanosti v týdnu od 29. ledna do 4. února 1996 s ratingem Nielsenu 8,8. Epizoda byla v tomto týdnu pátým nejlépe hodnoceným pořadem na stanici Fox.
Po odvysílání epizoda získala od televizních kritiků převážně pozitivní hodnocení. Warren Martyn a Adrian Wood, autoři knihy I Can't Believe It's a Bigger and Better Updated Unofficial Simpsons Guide, díl shrnuli následovně: „Marge to v Chanelu sluší, golfové scény mezi Homerem a panem Burnsem jsou brilantní a je zde mnoho opravdových, dojemných momentů, kdy se Marge statečně snaží zlepšit sama sebe. Přesto to opět svádí k tomu, aby divák na Marge naléhal a aby od rodiny odešla k čertu.“.
Colin Jacobson z DVD Movie Guide uvedl, že neví, zda „akceptuje“ tuto epizodu jako „charakterní“ pro Marge. Řekl, že si hojně vypůjčuje z Flintstoneových, ale jemu se „přesto líbí“. Jacobson dodal, že epizoda „pěkně popichuje zahálčivé boháče“ a líbily se mu scény s Homerem na golfu.
Jennifer Malkowski z DVD Verdictu považuje za nejlepší část dílu požadavek pana Burnse, aby mu na čerpací stanici revulkanizovali pneumatiky. V závěru své recenze udělila epizodě hodnocení B.
Autoři knihy Homer Simpson Goes to Washington, Joseph Foy a Stanley Schultz, napsali, že v dílu „napětí při snaze demonstrovat dosažení amerického snu rodinou satiricky a zkušeně rozehrává Marge Simpsonová“.